# Superammasso della Fornace-Eridano
Il Superammasso della Fornace-Eridano (SCl 053) è un superammasso di galassie situato nelle costellazioni della Fornace e di Eridano alla distanza di 290 milioni di parsec dalla Terra (circa 945 milioni di anni luce).
Si stima una lunghezza di circa 51 milioni di parsec.
È formato dagli ammassi di galassie Abell 3118, Abell 3146, Abell 3148, Abell 3152, Abell 3153, Abell 3159, Abell 3166, Abell 3169, Abell 3171, Abell 3173, Abell 3182, Abell 3183, Abell 3188, Abell 3192, Abell 3194, ABell 3197 e Abell 3205.